# Wainscott
Wainscott és una concentració de població designada pel cens dels Estats Units a l'estat de Nova York. Segons el cens del 2000 tenia 628 habitants.

## Demografia
Segons el cens del 2000, Wainscott tenia 628 habitants, 260 habitatges, i 152 famílies. La densitat de població era de 35,7 habitants per km².
Dels 260 habitatges en un 22,7% hi vivien nens de menys de 18 anys, en un 45,4% hi vivien parelles casades, en un 10% dones solteres, i en un 41,5% no eren unitats familiars. En el 31,2% dels habitatges hi vivien persones soles el 13,8% de les quals corresponia a persones de 65 anys o més que vivien soles. El nombre mitjà de persones vivint en cada habitatge era de 2,28 i el nombre mitjà de persones que vivien en cada família era de 2,82.
Per edats la població es repartia de la següent manera: un 18,6% tenia menys de 18 anys, un 5,7% entre 18 i 24, un 28,7% entre 25 i 44, un 27,9% de 45 a 60 i un 19,1% 65 anys o més.
L'edat mediana era de 43 anys. Per cada 100 dones de 18 o més anys hi havia 102 homes.
La renda mediana per habitatge era de 55.714 $ i la renda mediana per família de 52.250 $. Els homes tenien una renda mediana de 46.250 $ mentre que les dones 41.458 $. La renda per capita de la població era de 34.058 $. Entorn del 2% de les famílies i el 9,6% de la població estaven per davall del llindar de pobresa.